# Działowy Spław
Działowy Spław – potok krótki górski, lewy dopływ Białej Lądeckiej. 

## Opis
Źródła potoku znajdują się na południowych zboczach Iwinki, na wysokości ok. 1028 m n.p.m., w pobliżu grzbietu granicznego, którym biegnie granica państwowa, w pobliżu Działowego Siodła.
Działowy Spław płynie dość stromą, głęboko wciętą dolinką, najpierw ku południowemu wschodowi, później ku wschodowi i wreszcie ku północnemu wschodowi (dokładnie ku NNE). Uchodzi do Białej Lądeckiej na wysokości ok. 785 m n.p.m., pomiędzy Krótkim Spławem a Jedlnikiem.

## Budowa geologiczna
Potok płynie przez obszar zbudowany z tonalitów oraz ze skał metamorficznych – amfibolitów i gnejsów.

## Ochrona przyrody
Potok płynie przez Śnieżnicki Park Krajobrazowy.

## Turystyka
W rejonie, gdzie płynie Działowy Spław nie ma żadnych szlaków turystycznych.